# Veedon Fleece
Veedon Fleece är ett musikalbum av Van Morrison som lanserades 1974 på Warner Bros. Records. Skivan är betydligt mer folkrock-inspirerad och en tillbakagång till albumet Astral Weeks än hans föregående soul-inspirerade skivor. Majoriteten av låtarna skrevs på Irland 1973 dit Morrison anlänt för en tre veckor lång vistelse. Morrison som varit mycket produktiv under första halvan av 1970-talet gjorde efter detta album ett uppehåll och släppte ett nytt album först tre år senare, 1977.

## Låtlista
1. "Fair Play" – 6:14
2. "Linden Arden Stole the Highlights" – 2:37
3. "Who Was That Masked Man" – 2:55
4. "Streets of Arklow" – 4:22
5. "You Don't Pull No Punches, But You Don't Push the River" – 8:51
6. "Bulbs" – 4:18
7. "Cul de Sac" – 5:51
8. "Comfort You" – 4:25
9. "Come Here My Love" – 2:21
10. "Country Fair" – 5:42

## Listplaceringar
- Billboard 200, USA: #53[1]
- UK Albums Chart, Storbritannien: #41[2]